# استیو فرانسیس
استیو فرانسیس (انگلیسی: Steve Francis؛ زادهٔ ۲۱ فوریهٔ ۱۹۷۷) بازیکن بسکتبال اهل ایالات متحده آمریکا است.
وی همچنین برندهٔ جوایزی همچون جایزه سال بهترین تازه‌کار ان‌بی‌ای شده‌است.
از باشگاه‌هایی که در آن بازی کرده‌است می‌توان به اورلندو مجیک، هیوستون راکتس، و نیویورک نیکس اشاره کرد.